# Deň medzi nedeľou a pondelkom
Deň medzi nedeľou a pondelkom je čtvrté album slovenské skupiny PEHA z roku 2005.
Album obsahuje 10 písní, autory hudby jsou Katarína Knechtová a Karol Sivák, texty napsal Vlado Krausz s výjimkou písničky Za tebou, kterou otextoval Rasťo Kopina. Ta se také stala prvním singlem, který zaznamenal úspěch jak na Slovensku, tak v České republice. K písničce byl natočen videoklip, který se odehrává na prešovské železniční stanici. Druhým singlem se stala titulní píseň Deň medzi nedeľou a pondelkom, třetím a doposud vůbec nejúspěšnějším klavírová balada Spomaľ. Videoklip k této skladbě byl natočen během koncertu v Košicích v roce 2006. V současnosti se do rádií dostává čtvrtý singl s názvem Renesancia.
Album obdrželo cenu Aurel za nejlepší slovenské hudební album za rok 2005, Za tebou se stala ve stejném roce písní roku a Spomaľ o rok později. Alba se již prodalo více než 30 000 kusů.

## Seznam písní
1. Za tebou
2. Deň medzi nedeľou a pondelkom
3. Opýtaj sa
4. Chodec na lane
5. Spomaľ
6. Príliš veľa sentimentu
7. Opatrný
8. Renesancia
9. Tieňohra
10. Bolo, je a bude